# Крудап, Билли
Уи́льям Ге́йтер «Би́лли» Кру́дап (англ. William Gaither «Billy» Crudup; род. 8 июля 1968, Манхассет, Нью-Йорк, США) — американский актёр. Лауреат премии Тони. Наиболее известные фильмы с его участием — «Спящие» (1996), «Почти знаменит» (2000), «Крупная рыба» (2003), «Красота по-английски» (2004), «Миссия невыполнима 3» (2006), «Джонни Д.» (2009), «Хранители» (2009) и «В центре внимания» (2015).

## Ранние годы
Уильям Крудап родился в Нью-Йорке. Его родители развелись, когда он был ещё ребёнком, а затем поженились снова, после чего вновь развелись. По линии отца Уильям — потомок конгрессмена Джосая Крудапа из Северной Каролины. Его дедом по материнской линии был Уильям Коттер «Билли» Гейтер-младший, известный адвокат во Флориде, а его бабушка по материнской линии позже вышла замуж за епископа Джеймса Дункана. У Уильяма есть два брата: Томми и Брукс, они оба продюсеры. Примерно в 8-летнем возрасте Уильям вместе с семьей уехал из Нью-Йорка: сначала в Техас, а затем во Флориду. Он окончил среднюю школу Святого Фомы Аквинского в Форт-Лодердейл, штат Флорида, в 1986 году.
С детства Уильям проявлял интерес к актёрскому ремеслу. Ставил семейные концерты, играл в школьном театре. Изучал драматическое искусство в Нью-Йоркском университете, окончил университет Северной Каролины и получил степень магистра в Тишской школе искусств в Нью-Йорке. Год спустя он уже сделал себе имя на Бродвее, получив награду за выдающийся дебют за свою работу в «Аркадии» Тома Стоппарда. Также он играл в постановках пьес А. Чехова, А. Миллера и т. д.

## Карьера

### Кино
Среди первых фильмов с участием Уильяма: «Спящие», «Выдуманная жизнь Эбботов», «Страна холмов и долин». Его первая роль в анимационном фильме состоялась в 1999 году, в английской версии «Принцессы Мононоке», в которой он озвучил принца Аситаку. Затем он сыграл Рассела Хаммонда, ведущего гитариста вымышленной группы Stillwater в фильме Кэмерона Кроу «Почти знаменит». В 2003 году Уильям исполнил одну из главных ролей в трагикомедии Тима Бёртона «Крупная рыба». В 2006-м — сыграл Джон Масгрейва в приключенческом боевике Дж. Дж. Абрамса «Миссия невыполнима 3».
В 2007 году можно было увидеть Крудапа в главной роли в драме «Посвящение» Джастина Теру, а в 2008-м — в комедии «Пташка» Пола Шнайдера. В 2009 году Уильям сыграл сразу в двух крупных проектах. В супергеройском фильме Зака Снайдера «Хранители» он исполнил роль Доктора Манхэттена, а в криминальной драме «Джонни Д.» сыграл Джона Эдгара Гувера, первого директора ФБР. В 2010 году Уильям сыграл Стефана в мелодраме «Ешь, молись, люби» по роману Элизабет Гилберт. Картина «В центре внимания», снятая в 2015 году при участии актёра, получила премию «Оскар» в номинациях «Лучший фильм» и «Лучший оригинальный сценарий». В 2017 году вышел супергеройский боевик «Лига справедливости», в котором Билли Крудап сыграл Генри Аллена, отца Флэша в исполнении Эзры Миллера.
В сентябре 2019 года в российский прокат вышли сразу два фильма при участии Билли Крудапа: «После свадьбы», главные роли в котором исполнили Мишель Уильямс, Билли Крудап и Джулианна Мур, — это ремейк одноимённой картины 2006 года, номинированной на премию «Оскар» как лучшая лента года на иностранном языке, а также комедия «Куда ты пропала, Бернадетт?», основанная на одноимённом романе-бестселлере Марии Семпл, в которой Крудап сыграл мужа героини Кейт Бланшетт.

### Театр
Дебют Крудапа состоялся на Бродвее в пьесе «Аркадия» Тома Стоппарда.
В 2002 году он получил номинацию на премию Тони в категории «Лучший актёр в пьесе» за главную роль в Бродвейской постановке «Человек-слон». В 2005 году он получил номинацию в той же категории за исполнение роли Катуриана в Бродвейском спектакле «Человек-подушка», в котором также принимал участие Джефф Голдблюм. С октября 2006 года по май 2007-го Крудап играл литературного критика Виссариона Белинского в первых двух частях пьесы «Берег Утопии» Тома Стоппарда в Линкольн-центре, за что получил премию Тони в 2007 году.
Он играл в постановке под названием «Металлические дети» в 2010 году. В 2011 году Крудап получил номинацию на премию Тони за роль в новой, Бродвейской версии «Аркадии». В августе 2013-го можно было увидеть Крудапа в компании Патрика Стюарта и Иена Маккеллена в пьесе Гарольда Пинтера «Ничья земля», а также в «В ожидании Годо» в театре Беркли. Позже шоу стали показывать в Нью-Йорке, вплоть до марта 2014 года. В ноябре 2017 года Крудап начал играл в моно-пьесе «Гарри Кларк» в театре Vineyard.

## Личная жизнь
С 1996 по ноябрь 2003 года Крудап состоял в отношениях с актрисой Мэри-Луиз Паркер. Паркер была на седьмом месяце беременности, когда Крудап оставил её ради актрисы Клэр Дэйнс. Их сын, Уильям Аттикус Паркер, родился в 2004 году. Крудап и Дэйнс расстались в 2006 году. В 2023  женился на актрисе Наоми Уоттс.

## Фильмография

### Кино
| Год  | Название на русском               | Оригинальное название          | Роль               | Примечания |
| ---- | --------------------------------- | ------------------------------ | ------------------ | ---------- |
| 1996 | Спящие                            | Sleepers                       | Томми Маркано      |            |
| 1996 | Все говорят, что я люблю тебя     | Everyone Says I Love You       | Кен Ризли          |            |
| 1997 | Выдуманная жизнь Эбботов          | Inventing the Abbotts          | Джесси Холт        |            |
| 1998 | Без предела                       | Without limits                 | Стив Префонтэйн    |            |
| 1998 | Страна холмов и долин             | The Hi-Lo Country              | Пит Колдер         |            |
| 1998 | Сын Иисуса                        | Jesus' son                     | «Кретин»           |            |
| 1999 | Принцесса Мононоке                | Mononoke-hime                  | Аситака            | дубляж     |
| 2000 | Почти знаменит                    | Almost famous                  | Рассел Хаммонд     |            |
| 2000 | Пробуждая мертвецов               | Waking the dead                | Филдинг Пирс       |            |
| 2001 | Странник                          | Wourld Traveller               | Кэл                |            |
| 2001 | Шарлотта Грей                     | Charlotte Gray                 | Жульен             |            |
| 2003 | Крупная рыба                      | Big Fish                       | Уилл Блум          |            |
| 2004 | Красота по-английски              | Stage beauty                   | Нед Кинастон       |            |
| 2005 | Доверься мужчине                  | Trust the man                  | Тоби               |            |
| 2006 | Ложное искушение                  | The Good Shepherd              | Арч Каммингс       |            |
| 2006 | Миссия невыполнима 3              | Mission: Impossible 3          | Джон               |            |
| 2007 | Посвящение                        | Dedication                     | Генри Рот          |            |
| 2008 | Пташка                            | Pretty bird                    | Кертис             |            |
| 2009 | Джонни Д.                         | Public enemies                 | Дж. Эдгар Гувер    |            |
| 2009 | Хранители                         | Watchmen                       | Доктор Манхэттен   |            |
| 2010 | Ешь, молись, люби                 | Eat, pray, love                | Стефан             |            |
| 2013 | Кровные узы                       | Blood Ties                     | Фрэнк              |            |
| 2014 | Неуправляемый                     | Rudderless                     | Сэм Мэннинг        |            |
| 2015 | Тюремный эксперимент в Стэнфорде  | The Stanford Prison Experiment | Филип Зимбардо     |            |
| 2015 | В центре внимания                 | Spotlight                      | Эрик МакЛиш        |            |
| 2016 | Молодость в Орегоне               | Youth in Oregon                | Брайан Глисон      |            |
| 2016 | Джеки                             | Jackie                         | журналист          |            |
| 2016 | Женщины XX века                   | 20th Century Women             | Уильям             |            |
| 2017 | 1 миля до тебя                    | 1 Mile to You                  | тренер К           |            |
| 2017 | Чужой: Завет                      | Alien: Covenant                | Кристофер Орам     |            |
| 2017 | Лига справедливости               | Justice League                 | доктор Генри Аллен |            |
| 2019 | После свадьбы                     | After the Wedding              | Оскар              |            |
| 2019 | Куда ты пропала, Бернадетт        | Where’d You Go, Bernadette     | Элджи Брэнч        |            |
| 2021 | Лига справедливости Зака Снайдера | Zack Snyder's Justice League   | доктор Генри Аллен |            |
| 2021 | Страсть, любовь и стволы          | Die in a Gunfight              | рассказчик         |            |
| 2025 | Джей Келли                        | Jay Kelly                      |                    |            |

### Телевидение
| Год  | Название на русском      | Оригинальное название | Роль           | Примечания          |
| ---- | ------------------------ | --------------------- | -------------- | ------------------- |
| 2011 | Слишком крут для неудачи | Too Big to Fail       | Тимоти Гайтнер | Телевизионный фильм |
| 2017 | Цыганка                  | Gypsy                 | Майкл Холлоуэй | 10 эпизодов         |
| 2019 | Утреннее шоу             | The Morning Show      | Кори Эллисон   | 20 эпизодов         |
| 2023 | Здравствуй, будущее!     | Hello Tomorrow!       | Джек Биллингс  | 10 эпизодов         |